# Bevantolol
Bevantolol je lek koji deluje kao beta blokator i blokator kalcijumvog kanala.

## Spoljašnje veze
|  | Molimo Vas, obratite pažnju na važno upozorenje u vezi sa temama iz oblasti medicine (zdravlja). |